# Þorgerður Katrín Gunnarsdóttir
Þorgerður Katrín Gunnarsdóttir (ur. 4 października 1965 w Reykjavíku) – islandzka polityk i prawniczka, posłanka do Althingu, przewodnicząca partii Viðreisn, minister edukacji, nauki i kultury (2003–2009), minister rybołówstwa i rolnictwa (2017), minister spraw zagranicznych (od 2024).

## Życiorys
W 1993 ukończyła prawo na Uniwersytecie Islandzkim. Praktykowała następnie jako prawniczka. Dołączyła do Partii Niepodległości, pełniła różne funkcje w strukturze partii i jej organizacji młodzieżowej. W latach 1997–1999 była dyrektorem departamentu spraw społecznych w urzędzie transmisyjnym.
W 1999 została po raz pierwszy wybrana do Althingu. W wyborach parlamentarnych w 2003, 2007 i 2009 uzyskiwała reelekcję, zasiadając w islandzkim parlamencie do 2013. W 2003 objęła stanowisko ministra edukacji, nauki i kultury w rządzie premiera Davíða Oddssona. Zachowała je w kolejnych gabinetach premierów Halldóra Ásgrímssona oraz Geira Haardego. Ustąpiła z niego w lutym 2009 wraz z dymisją gabinetu ostatniego z nich. W międzyczasie w 2005 została wiceprzewodniczącą Partii Niepodległości, funkcję tę pełniła do 2010. W 2013 znalazła się poza parlamentem, zatrudniona została na dyrektorskim stanowisku w organizacji przedsiębiorców.
W 2016 dołączyła do nowo utworzonej partii Viðreisn, z jej ramienia w tym samym roku powróciła do Althingu. W styczniu 2017 została ministrem rybołówstwa i rolnictwa w rządzie Bjarniego Benediktssona. W październiku tego samego roku zastąpiła Benedikta Jóhannessona na stanowisku przewodniczącego swojego nowego ugrupowania. W tym samym miesiącu w wyniku przedterminowych wyborów ponownie uzyskała mandat deputowanej. W listopadzie zakończyła pełnienie funkcji rządowej. Po raz kolejny była wybierana do islandzkiego parlamentu w 2021 i 2024.
W grudniu 2024 objęła urząd ministra spraw zagranicznych w nowo utworzonym rządzie Kristrún Frostadóttir.

## Życie prywatne
Zamężna z Kristjánem Arasonem, bankowcem i byłym członkiem reprezentacji Islandii w piłce ręcznej. Ma troje dzieci.

## Odznaczenia
- Krzyż Wielki Orderu Zasługi (Norwegia, 2025)[7]